# 고성 석지리 지석묘
고성 석지리 지석묘(固城 石芝里 支石墓)는 대한민국 경상남도 고성군 하이면 석지리에 있는 고인돌이다. 1977년 12월 28일 경상남도의 기념물 제38호 석지리 지석묘로 지정되었다가, 2018년 12월 20일 현재의 명칭으로 변경되었다.

## 개요
지석묘는 청동기시대의 대표적인 무덤으로 고인돌이라고도 부르며, 주로 경제력이 있거나 정치권력을 가진 지배층의 무덤으로 알려져 있다.
우리나라의 고인돌은 4개의 받침을 세워 돌방을 만들고 그 위에 거대하고 평평한 덮개돌을 올려 놓은 탁자식과, 땅 속에 돌방을 만들고 작은 받침돌을 세운 뒤 그 위에 덮개돌을 올린 바둑판식으로 구분된다.
경상남도 고성군 하이면 석지리는 서쪽으로는 봉현천이 흐르고 있고 동쪽으로는 해발 142m의 야산이 있는 곳에 자리잡고 있다. 마을 앞의 들판에는 5기의 고인돌이 사방 10m 이내에 모여 있는데 지금은 논으로 경작되고 있다.
석지리의 고인돌은 지하에 돌방을 만든 바둑판식 구조로 보존상태는 대체로 양호한 편이다. 덮개돌은 납작한 점판암을 사용했고, 가장 큰 것은 길이 2.5m, 너비 1.6m이며, 덮개돌 아래에는 4∼5개의 받침돌이 고여 있다.
석지리 야산 남쪽에 위치한 양촌 마을에는 청동기시대의 유물들이 분포하고 있고, 음촌 마을에도 4기의 고인돌이 있어 청동기 시대에 많은 사람들이 이 지역에 살았음을 알 수 있다.

## 참고 자료
- 고성 석지리 지석묘 - 국가유산청 국가유산포털